# Къща музей „Никола Вапцаров“ (София)
Къща музей „Никола Вапцаров“ се намира на ул. „Ангел Кънчев“ № 37 в София.
Музеят е създаден през 1952 г. по решение на Изпълнителния комитет на Софийския градски народен съвет, въз основа на решение на Политбюро на ЦК на БКП от 4 април 1952 г. Официално е открит за посетители на 6 май 1956 г. Помещава се в последния софийски дом на поета, в който той е живее със съпругата си и семейството на брат си от май 1940 до 4 март 1942 г. Първоначално се е състои от жилището, предоставено за живеене на Никола Вапцаров от лелята на поета Магда Кондова, към което по-късно се присъединяват и други два апартамента, които държавата допълнително отчуждава. Кооперацията, на чийто последен етаж се намира музеят, е построена през 1936 г.
В този дом Вапцаров редактира вестник „Литературен критик“ и пише стихове. За 25-годишната си дейност през 1981 г. музеят е удостоен с орден „Кирил и Методий“ І степен.
В музея се съхранява най-голямата част от архива на Никола Вапцаров – тетрадки, ръкописи и снимки от ученическите му години, личната му библиотека, преводи на стиховете му на повече от 30 езика, много от личните му вещи. Богата е колекцията от портрети и илюстрации на български и чужди художници. В музея се съхранява и Световната награда за мир, присъдена му посмъртно, през 1952 г.